# 邁克爾·富特
邁克爾·麥金托什·富特FRSL（1913年7月23日—2010年3月3日），英國左翼政治家、作家。1980年—1983年，任工黨黨魁。

## 生平

### 早年生涯
邁克爾·富特在1913年7月23日出生於英格蘭德文郡普利茅斯，父親艾薩克·富特（Isaac Foot，1880年－1960年）為事務律師，曾在普利茅斯開設富特鮑登律師行（Foot and Bowden）。艾薩克·富特同時是一位活躍的自由黨黨員，曾自1922年至1924年，以及自1929年至1935年出任康和郡博德明選區的下院議員，後來又出任普利茅斯市市長。
邁克爾·富特有數名兄長，其中丁格爾·富特爵士（Sir Dingle Foot，1905年－1978年）是自由黨下院議員、富特勳爵（Lord Foot，1909年－1999年）也曾是自由黨下院議員，而另一位兄長卡拉登勳爵（Lord Caradon，1907年－1990年）則曾出任塞浦路斯總督。
富特早年入讀位於雷丁的萊頓公園學校，後來升讀牛津大學瓦德漢學院，並在1933年擔任牛津辯論學會主席。在1934年畢業後，富特獲聘到利物浦任理貨員，然而在當地的工作，使他對貧窮及失業的蕭條境況留下深刻印象，同時在牛津大學工黨會所主席大衛·劉易斯的影響下，富特由原本支持自由主義，改為支持社會主義。富特未幾就加入了工黨，並在下院1935年英國大選時以22歲之齡，代表工黨出選蒙茅斯選區，但沒有成功。在競選期間，他以反對擴軍為主要政綱，除了大聲疾呼「歐洲軍備競賽必須立即停止」外，並對時任首相鮑德溫有意重整軍武加以抨擊。另外，儘管1933年日內瓦的國際裁軍會議已告破裂，但富特則堅持英國推行單方面裁軍。

### 記者生涯
競選下院失敗後，富特轉而成為記者，並曾短暫在《新政治家》周刊工作。後來在1937年轉到新創刊的《論壇雜誌》（Tribune）工作。《論壇雜誌》當時支持團結運動，並主張工黨與其他左翼政黨組成具反法西斯性質的統一陣線。這個陣線的成員最初包括有獨立工黨、大不列顛共產黨和斯塔福·克里普斯爵士領導的社會主義聯盟（附屬工黨）。到1938年，共產黨有意將陣線擴大成人民陣線，讓其他非社會主義政黨加入到反法西斯和反綏靖政策的行列，結果引起《論壇雜誌》編輯威廉·梅勒（William Mellor）的反對，而富特更隨梅勒一同辭職。
在安奈林·貝文的推薦下，富特不久就獲畢佛布魯克勳爵（Lord Beaverbrook）聘到旗下的《標準晚報》任作家，後於1940年又以「卡杜」（Cato）為筆名，與同為畢佛布魯克勳爵旗下的《標準報》編輯法蘭克·歐文及《每日快報》記者彼得·霍華德合著《罪人》一書，大力批評保守黨張伯倫政府所行的綏靖政策，而該書後來更成為暢銷書。
到1942年，年僅28歲的富特獲畢佛布魯克勳爵起用為《標準晚報》編輯，不久在1945年，他轉投到《每日先驅報》。《每日先驅報》在當時仍為工會所有，是工黨的機關黨報，富特在那裡當專欄作家，同時還代表工黨參與1945年英國大選，出選普利茅斯德文波特（Plymouth Devonport）選區，最後成功當選，晉身下議院。
富特在1948年至1952年重返《論壇雜誌》，出任編輯之職，後來又在1955年至1960年擔任同一職位。一直至1957年以前，富特也是工黨左翼領袖安奈林·貝文的重要盟友，惟在1957年的工黨大會中，貝文由於對單方面裁減核武加以譴責，使兩人關係破裂。

### 下院生涯
富特晉身下院初年，冷戰尚未開始，所以他曾建議歐洲在外交政策上應該走「第三路線」，在1947年，他又與理查·克羅斯曼和伊恩·米卡多合撰名為《靠左》的小冊子，對有關思想加以宣揚。然而到後來，當蘇聯先後奪得匈牙利和捷克斯洛伐克的政權後，富特與其《論壇雜誌》立即採取強烈反共的態度，並轉而支持北約。
另一方面，富特卻對西方國家介入韓戰的手法深表不滿，同時在1950年代初主張反對西德重整軍備計劃，並且是裁減核武運動的創始成員之一。至於透過他在《論壇雜誌》任編輯的身份，該報亦曾對英國政府介入蘇伊士運河的行動，以及蘇聯镇压1956年匈牙利革命加以抨擊。富特在1955年大選尋求連任下院議員，但出乎意料地被瓊·維克斯女爵士（Dame Joan Vickers）擊倒。一直至1960年，由於安奈林·貝文去世的關係，原屬於貝文的蒙茅斯郡埃布谷（Ebbw Vale）選區議席懸空，富特遂透過補選取得該席，返回下院。
不過，儘管重回下院，但富特的左翼觀點並不獲工黨黨方支持，在1961年3月，他更因故遭工黨黨鞭孤立。後來到1963年，韋爾遜取代休·蓋茨克出任工黨黨魁，富特才重新加入工黨的議會黨團。工黨政府在1964年上台後，韋爾遜曾有意委任富特出仕政府，但被他所婉拒，並繼續在下院代表工黨左翼反對派系的後座議員，不時發表具震撼力的演說。其中，他反對政府限制移民定居、反對英國加入共同市場、反對有關改革工會的行動、以及強烈譴責蘇聯介入1968年的布拉格之春。此外，富特亦曾罕有地與保守黨右翼人物埃諾奇·鮑威爾站在同一陣線，共同反對工黨政府計劃廢除上議院世襲貴族的投票權，同時反對設立一個只有終身貴族的上院，富特認為工黨政府應該徹底廢除上院，而這些計劃僅僅等同把上院淪為「閹人的後宮」（seraglio of eunuchs）。
在1967年，富特表態角逐工黨財政之位，但敗於對手卡拉漢。到1970年，工黨政府垮台，促使工黨重新採取偏向左翼的路線，而韋爾遜亦決意再度起用富特。不久，在1972年4月，富特與愛德華·肖特及安東尼·克羅斯蘭（Anthony Crosland）角逐副黨魁選舉，雖然克羅斯蘭在第一輪投票中出局，但富特在第二輪投票敗於肖特。
工黨政府在韋爾遜帶領下於1974年3月重新上台執政，富特遂獲委任為就業大臣。任內，他設法維持政府與工會的關係，另外又為《工作健康及安全法案》進行立法工作。在1975年的時候，他還曾力排眾議，在公投中極力反對英國加入歐洲經濟共同體。在1976年，韋爾遜突然宣佈辭去首相一職，富特隨即宣佈競逐黨魁之位。富特在第一輪黨魁選舉中得票最多，但在第二輪投票中卻被卡拉漢擊敗。至當年年尾，富特當選副黨魁，同時出任下議院領袖之職，任內設法阻止漸漸處於弱勢的卡拉漢政府陷入垮台邊緣。

### 工黨黨魁
隨著工黨政府在1979年英國大選大敗給以戴卓爾夫人為首的保守黨而倒台，富特在1980年成功擊敗丹尼士·希利等人在黨內選舉中勝出，接替卡拉漢為工黨黨魁，而是次也是最後一次僅限工黨國會議員投票的黨魁選舉。在選舉中，富特盡力表現自己是團結黨內各派系的理想人選，相反，另一主要對手丹尼士·希利卻是屬於黨內的右翼派系，結果他沒有得到一班以東尼·貝恩為首，並代表草根左翼陣營的議員支持。除此以外，這批突然冒起的草根左翼議員還認為卡拉漢政府的種種政策對工黨是一大出賣，要求報復，而且還提議工黨在下屆大選應該派出一些支持單方面裁減核武、支持脫離共同市場、支持大幅度國有化的左翼分子出選大選，以取締黨內的右翼人士。
其實富特出任工黨黨魁時已年屆67，身體狀況大不如前，但是工黨卻危機重重。在他上任後不久的1981年，工黨內的四名右翼骨幹人物羅伊·詹金斯、雪麗·威廉斯（Shirley Williams）、大衛·歐文與威廉·羅傑斯（William Rodgers）自組社會民主黨，與工黨脫離關係。社會民主黨在當時甚得輿論歡迎，早期的民意調查更顯示該黨民望蓋過工黨，而且還有機會在大選勝出。
至於在黨內方面，在左翼派別仍然處於強勢的情況下，東尼·貝恩執意在1981年提出要挑戰丹尼士·希利的副黨魁地位，由於富特擔心這會引致黨的進一步分裂，因此對貝恩加以勸阻，不過沒有成功之餘，反而受到輿論的抨擊。而最後，希利則以極些微的票數擊敗貝恩，保住副黨魁地位。雖然如此，富特在任內的聲望也是不錯的，其中他在1982年福克蘭危機中，於下院發表支持立即出兵的精闢言論，更獲得社會廣泛認同。可是在議會外，富特也有被批評的時候，例如每逢和平紀念日，富特總會穿著極平民化的丹奇夾克（donkey jacket）出席和平紀念碑的紀念活動，結果被不少右翼報章批評他不尊重傳統，甚而是放蕩不羈的怪癖。
踏入1982年尾到1983年初，工黨接連傳出希利即將要取代富特成為黨魁的傳聞，但最後沒有成真。到1983年英國大選，富特為工黨推出了一個史無前例地帶有濃厚社會主義色彩的競選政綱，當中包括廢除上議院、脫離歐洲經濟共同體、實施單方面裁減核武、提高個人稅款，以及引入甚具干預主義性質的工業政策。雖然這個大選政綱獲得不少如貝理雅和白高敦一類新進年輕工黨國會議員的支持，可是富特卻在大選中大敗於保守黨。未幾，富特就宣佈辭任黨魁，並由金諾克接任。而對於富特所發表的競選政綱，工黨右翼政治家傑拉德·考夫曼直言這是「歷史上篇幅最長的遺書」。

### 晚年
退任黨魁以後，富特再一次成為後座議員，至1992年退出下院以後，仍然十分活躍於政壇。在1987年至1992年，他更是下議院最年老的議員。富特晚年曾為遭伊斯蘭教精神領袖魯霍拉·霍梅尼下令追殺的作家薩爾曼·魯西迪加以辯護；另外又強烈要求國際介入，阻止塞爾維亞共和國總統斯洛博丹·米洛舍維奇在克羅地亞和波斯尼亞的軍事行動。
在1995年，《星期日泰晤士報》刊登了一篇題為〈KGB：邁克爾·富特是我們的特務〉的報導，內容指蘇聯的情報部門稱呼他作「特務布特」（Agent Boot），並視他為一位「具影響力的特務」。富特對有關報導加以否認，後來還成功控告《星期日泰晤士報》誹謗。而據《星期日泰晤士報》透露，有關消息乃來自前蘇聯變節特務奥列格·戈尔季耶夫斯基所連載的回憶錄。
晚年的富特仍然身兼多職，他是裁減核武運動會員、全國世俗學會榮譽準會員和英國人道主義者協會的支持者。另外，他的著作甚豐，又曾經為安奈林·貝文和H·G·威爾斯等撰寫了廣受好評的傳記，不少人對他當初棄文從政感到可惜。
在2006年7月23日93歲生日，富特超越了卡拉漢勳爵，成為英國歷史上最長壽的政黨黨魁。富特在2010年3月3日卒於倫敦家中，終年96歲。

## 家庭
富特在1949年娶吉爾·克雷吉（Jill Craigie，1914年－1999年）為妻。雖然兩人並無所出，但富特則收養了克雷吉在第一段婚姻所生的女兒朱莉（Julie）。克雷吉在1999年去世，終年85歲。
富特自小已經是普利茅斯足球會忠實支持者，並曾出任過球會的總監。在2003年富特90大壽時，球會特意為他登記為球員，又向他贈送90號球衣，以作紀念。富特曾嘗言只要普利茅斯足球會一日不晉身英格蘭超級足球聯賽，他也不會「離去」。

## 部份著作
- "Cato". Guilty Men. Left Book Club. 1940.
- "Brendan and Beverley" (as "Cassius"). Victor Gollancz. 1940.
- Foot, Michael: The Pen and the Sword. MacGibbon and Kee. 1957. ISBN 0-261-61989-6
- Foot, Michael: Aneurin Bevan. MacGibbon and Kee. 1962 (vol 1); 1973 (vol 2) ISBN 0-261-61508-4
- Foot, Michael: Debts of Honour. Harper and Row. 1981. ISBN 0-06-039001-8
- Foot, Michael: Another Heart and Other Pulses. Collins. 1984.
- Foot, Michael: H. G.: The History of Mr Wells. Doubleday. 1985.
- Foot, Michael: Loyalists and Loners. Collins. 1986.
- Foot, Michael: Politics of Paradise. HarperCollins. 1989. ISBN 0-06-039091-3
- Foot, Michael: 'Introduction' in Swift, Jonathan. Gulliver's Travels. Penguin (Penguin Classics), 1967 & 1985.
- Foot, Michael: 'Introduction' in Russell, Bertrand: Autobiography (Routledge, 1998)
- Foot, Michael: Dr Strangelove, I Presume (Gollancz, 1999)
- Foot, Michael: The Uncollected Michael Foot (ed Brian Brivati, Politicos Publishing, 2003)
- Foot, Michael: 'Foreword' in Rosen, Greg: Old Labour to New (Methuen Publishing, 2005)
- Foot, Michael: Isaac Foot: A West Country Boy - Apostle of England. (Politicos, 2006)

## 注腳
1. ↑  Smith, Cameron. . 多倫多: Summerhill Press. 1989年: pp.161–162. ISBN 0-929091-04-3.
2. ↑  Mervyn Jones, Michael Foot (Weidenfeld & Nicolson, 1994), p. 43.
3. ↑  Ibid, p. 30.
4. ↑  House of Commons Hansard Debates for 21 Jan 2003 （页面存档备份，存于）, 21 Jan 2003 : Column 187
5. ↑  Morgan, Kenneth O, "A lion in a donkey jacket （页面存档备份，存于）", telegraph.co.uk, 11 March 2007.
6. ↑  . Reuters. 2010-03-03  [2023-10-30]. （原始内容存档于2023-10-30） （英语）.
7. ↑  . 2010-03-03  [2023-10-30]. （原始内容存档于2011-04-19） （英国英语）.

## 外部連結
- 有關富特的檔案文件館藏 （页面存档备份，存于）
- 陶傑. . 坐看雲起時，壹週刊第1045期 (香港: 壹傳媒). 2010年3月18日.

| 官衔                   | 官衔                     | 官衔                          |
| ---------------------- | ------------------------ | ----------------------------- |
| 前任者： 威廉·懷特勞   | 就業大臣 1974年–1976年   | 繼任者： 艾伯特·布思          |
| 前任者： 愛德華·肖特   | 工黨副黨魁 1976年–1980年 | 繼任者： 丹尼士·希利          |
| 前任者： 愛德華·肖特   | 樞密院議長 1976–1979     | 繼任者： 索梅斯勳爵           |
| 前任者： 愛德華·肖特   | 下議院領袖 1976–1979     | 繼任者： 諾曼·聖約翰-史蒂華斯 |
| 前任者： 詹姆斯·卡拉漢 | 工黨黨魁 1980–1983       | 繼任者： 尼尔·金诺克          |
| 前任者： 詹姆斯·卡拉漢 | 反對黨領袖 1980–1983     | 繼任者： 尼尔·金诺克          |